# Eucharis leviceps
Eucharis leviceps är en stekelart som beskrevs av Cameron 1909. Eucharis leviceps ingår i släktet Eucharis och familjen Eucharitidae. Inga underarter finns listade i Catalogue of Life.